# Bookmice
Bookmice er en canadisk tv-serie for børn i 67 afsnit fra 1991. Det er en dukkefilm beregnet på  undervisning.